# 范寬
范寬（約950年—約1032年），字中立，一說名中正，字仲立，京兆華原（今陕西耀縣）人，生於五代末，北宋画家。因为性情宽厚豁達，不拘成礼，嗜酒好求道，时人呼之为「宽」，遂以范寬自名。
范寬擅長山水畫，初與關仝、李成同為北方山水畫派三大主流，並列「北宋三大家」，後又與董源、李成並稱「宋三家」；藝術成就使得范寬與同為華原人的柳公權合稱「柳范」。
2004年，美国《生活》杂志将范寬评为「上一千年对人类最有影响的百大人物」第59位。

## 風格
范寬早年師從荊浩及李成，後來「外師造化，中得心源」而自成一家。
范寬長年隱居終南山及太華山，善與山傳神；著重寫生與用心領會，多取材自家鄉陝西關中一帶雄闊壯美的山嶽，採用全景式高遠構圖。其畫作主山堂堂，顯顯如恆岱，遠山多正面，折落有勢；峰巒渾厚，勢壯雄強；溪山深虛，水若有聲，水際作突兀大石；真石老樹挺生筆下，石瀾煙林深，讓觀畫者有遠望不離座外之感。
范寬筆力老健，槍筆俱勻，人屋皆質，不取繁飾，寫山真骨；善用雨點皴和積墨法，山頂好作密林，以致如行夜山般的沉鬱效果，襯托出山勢的險峻硬朗。米芾認為范寬用墨太多是一大特色，但亦容易落得土石不分。相較於李成畫作「如對面千里，秀氣可掬」，王詵形容李成與范寬的畫風正好一文一武，互為對比。
范寬也是一位畫雪景聖手，故生平畫作泰半為獨門的雪景山水，闊景甚偉，好畫冒雪出雲之勢，尤有氣骨，見之使人凜凜，被譽為「畫山畫骨更畫魂」。

## 作品
北宋晚期的《宣和畫譜》收錄有范寬畫作58件，書畫家米芾也在其《畫史》中記載稱見過真跡30件。
目前其流傳的作品僅有臺北國立故宮博物院收藏的〈谿山行旅圖〉為現今藝術史學家所公認。

## 影响
范寬不僅是馳名當代的繪畫大師，畫作在汴京與洛陽間獲得極高好評，自宋朝开始，就是画家们学习和摹仿的对象，北宋後期的李唐好学范寬，其后又有南宋马远及夏圭等人学习李唐，使得整个南宋时期的山水画几乎系出范寬一脈，此后的「元四家」、明朝的唐寅、浙派的戴進、清朝的「金陵画派」，以至近代的黄宾虹等歷代大师，都受到范寬画风的影响。

## 評價
- 劉道醇：「宋有天下，為山水者，惟（范）中正與（李）成稱絕，至今無及之者。……范寬以山水知名，為天下所重。……自古無法，創意自我，功期造化亦列神品。……李成之筆近視如千里之遠，范寬之筆遠望不離坐外。皆所謂造乎神者也。」[7]故與李成齊名，並稱「李范」。
- 郭若虛：「唯營丘李成、長安關仝、華原范寬，智妙入神，才高出類，三家鼎峙，百代標程。」[1]是為「北宋三大家」，謂之「三家山水」。
- 郭熙：「今齊魯之士，惟摹營丘；關陝之士，惟摹范寬。」[12]
- 後世將同為北方山水畫派的荊浩、關仝、李成、范寬並稱「荊、關、李、范」。
- 苏轼虽然非常推崇范寬，但觉得其画「微有俗气」，与当时文人们欣赏的淡雅风格略有不符。
- 《宣和畫譜》：「天下皆稱（范）寬善與山傳神，宜其與關（仝）、李（成）並馳方駕也。」[2]
- 米芾：「物象之幽雅，品固在李成上，本朝自無人出其右。」[5]
- 後世將李成、范寬、郭熙、米芾並列「北宋四大家」，世稱「李、郭、范、米」。
- 赵孟頫：「畫山，皆寫秦隴峻拔之勢。大圖闊幅，山勢逼人，真古今絕筆也。」
- 湯垕：「宋畫家山水超絶唐世者，李成、董元、范寬三人而已，嘗評之董元得山之神氣，李成得體貌，范寬得骨法，故三家照耀古今，為百代師法。」[3]是為「宋三家」。
- 後世將同為華原人的范寬與楷書四大家之一的唐朝書法家柳公權合稱「柳范」，以表彰二人藝術上的成就。[4]
- 董其昌评价范寬的《谿山行旅圖》為「宋画第一」。
- 王鐸：「博大奇奧，氣骨玄邈，用荊、關、董、巨運之一機，而靈韻雄邁允為古今第一」。
- 徐悲鴻：「中國所有之寶，故宮有二，吾所最傾倒者，則為范中立《谿山行旅圖》，大氣磅礡，沉雄高古，誠辟易萬人之作。此幅既系巨幀，而一山頭，幾佔全幅面積三分之二，章法突兀，使人咋舌。全幅整寫，無一敗筆，北宋人治藝之精，真令人傾倒。」[13]